# Загрецкий, Александр Иванович
Алекса́ндр Ива́нович Загре́цкий (12 ноября 1911, Добрые Пчёлы, Российская империя — 13 июня 1990, Москва, СССР) — советский футболист, тренер.

## Карьера
Выступал за московские ЦДКА, «Торпедо», «Буревестник» и сталинский «Стахановец».
С 1951 года был на тренерской работе. Возглавлял такие клубы, как ДО (Новосибирск), «Нефтяник», «Донец» (Лисичанск), «Текстильщик», «Колхозник», «Химик» (Северодонецк), «Химик» (Могилев), «Шахтёр» (Караганда), «Спартак» (Гомель), «Нефтехимик» (Салават), «Сатурн» (Рыбинск), «Терек» и «Автомобилист».
Кроме того, работал начальником команды в «Автомобилисте», а также тренером-селекционером в «Локомотиве».

## Достижения

### Игрока
- Бронзовый призёр чемпионата СССР (1): 1945

### Тренера
- Обладатель Кубка РСФСР (1): 1951